# Michael Spindler
Michael H. Spindler (* 22. Dezember 1942 in Berlin; † 5. September 2016) war ein deutscher Manager, der von 1993 bis 1996 als CEO von Apple Computer tätig war.

## Leben
Spindler wurde am 22. Dezember 1942 in Berlin geboren. Er erwarb einen Abschluss als Diplom-Ingenieur in Elektrotechnik an der Technischen Hochschule in Köln. 1966 wurde er als Entwicklungsingenieur in den Zentrallabors der Siemens AG in München tätig, wo er für die Magnetbandsteuerung von Großrechnern zuständig war. Danach arbeitete er als Kundendienstingenieur bei einer Tochtergesellschaft von Schlumberger im Vereinigten Königreich, die sich mit Telemetrie- und Radarsystemen befasste.
In den 1970er Jahren leitete er die europäischen Marketing-Abteilungen von DEC und Intel. Im Jahr 1980 wechselte er zu Apple, wo er zunächst für das europaweite und später für das weltweite Marketing zuständig war. Im Juni 1993 wurde er Nachfolger des vorherigen Chief Executive Officer John Sculley. Gravierende Probleme in der Qualitätskontrolle, unter anderem einer fehlerhaften Monitor-Serie, führten Anfang 1996 zum Ende von Spindlers Amtszeit als CEO und zur darauffolgenden Ernennung von Gil Amelio.